# نورهای هسدالن
نور هسدالن (به انگلیسی: Hessdalen light) نام تابش نورهایی غیرقابل توضیح است که در ۱۲ کیلومتری دهکده هسدالن در کشور نروژ روی می‌دهند.

## تاریخچه و توضیحات
این نورها از سال ۱۹۴۰ یا زودتر دیده شدند و بیشترین فعالیت آن‌ها از دسامبر ۱۹۸۱ تا تابستان ۱۹۸۴ بود. در آن زمان ۱۵ تا ۲۰ بار در هفته دیده می‌شدند. نتیجه تناوب این نورها باعث کشانیده شدن گردشگران بسیاری به این منطقه شد که تا پاسی از شب در این منطقه می‌ماندند تا این پدیده را مشاهده کنند. از آن زمان تاکنون فعالیت این نورها کاهش پیدا کرده و به ۱۵ تا ۲۰ نور در سال رسیده‌است.
این نورها اغلب درخشان زرد یا سفید هستند و ساکن یا شناور از محیطی نامعلوم دیده می‌شوند.
این نورها گاهی تا یک ساعت دیده می‌شوند همچنین نورهای تعریف نشدهٔ دیگری نیز در دره هسدالن دیده شده‌است.

## تحقیقات
از سال ۱۹۸۳ تحقیقات علمی در مورد این نورها با نام مستعار «پروژه هسدالن» توسط UFO-Norge و UFO-Sweden آغاز شد. این پروژه از ۱۹۸۳ تا ۱۹۸۵ در حال انجام بود. در سال ۱۹۹۸ ایستگاه اندازه‌گیری اتوماتیک هسدالن در این دره ساخته شد. که حالت نورها را ذخیره و ثبت می‌کرد.

## توضیحات احتمالی
به رغم فرضیه‌های فراوان و تحقیقات مداوم هیچ توضیح متقاعدکننده‌ای در مورد سرچشمه این نورها ارائه نشده‌است.
- طبق یکی از فرضیه‌های گفته شده این نورها حاصل احتراق ناقص ابرهایی هستند که از سطح دره نشئت گرفته‌اند. برخی نیز رویت این نور هارا حاصل اجسام فضایی در جو، هواپیما یا سراب فضایی می‌دانند.
- یکی دیگر از فرضیه‌هایی که اخیراً ارائه شده توضیح می‌دهد که این نورها حاصل یونیزاسیون بلورهای کلومبی هستند که در اثر برخورد با پرتوهای آلفا واکنش می‌دهند. این فرضیه با توجه به خواص فیزیکی موادی که در دره هسدالن یافت می‌شوند زده شده‌است